# Liste der Bodendenkmäler in Gottfrieding
Auf dieser Seite sind die Bodendenkmäler in der niederbayerischen Gemeinde Gottfrieding zusammengestellt. Diese Tabelle ist eine Teilliste der Liste der Bodendenkmäler in Bayern. Grundlage ist die Bayerische Denkmalliste, die auf Basis des Bayerischen Denkmalschutzgesetzes vom 1. Oktober 1973 erstmals erstellt wurde und seither durch das Bayerische Landesamt für Denkmalpflege geführt wird. Die folgenden Angaben ersetzen nicht die rechtsverbindliche Auskunft der Denkmalschutzbehörde.

## Bodendenkmäler in Gottfrieding
| Lage       | Objekt                                                                                                 | Akten-Nr.     | Bild |
| ---------- | --- | ------------- | ---- |
| (Standort) | Siedlung vor- und frühgeschichtlicher Zeitstellung.                                                    | D-2-7341-0035 |      |
| (Standort) | Siedlung vor- und frühgeschichtlicher Zeitstellung.                                                    | D-2-7341-0041 |      |
| (Standort) | Verebneter Grabhügel vorgeschichtlicher Zeitstellung.                                                  | D-2-7341-0043 |      |
| (Standort) | Verebnetes vorgeschichtliches Grabenwerk und Siedlung vor- und frühgeschichtlicher Zeit                | D-2-7341-0044 |      |
| (Standort) | Grabhügel vorgeschichtlicher Zeitstellung.                                                             | D-2-7341-0045 |      |
| (Standort) | Grabhügel vorgeschichtlicher Zeitstellung.                                                             | D-2-7341-0046 |      |
| (Standort) | Grabhügel vorgeschichtlicher Zeitstellung.                                                             | D-2-7341-0047 |      |
| (Standort) | Grabhügel vorgeschichtlicher Zeitstellung.                                                             | D-2-7341-0048 |      |
| (Standort) | Siedlung vor- und frühgeschichtlicher Zeitstellung.                                                    | D-2-7341-0050 |      |
| (Standort) | Siedlung vor- und frühgeschichtlicher Zeitstellung.                                                    | D-2-7341-0051 |      |
| (Standort) | Siedlung vor- und frühgeschichtlicher Zeitstellung.                                                    | D-2-7341-0053 |      |
| (Standort) | Siedlung des Neolithikums, u. a. der Stichbandkeramik und Gruppe Oberlauterbach                        | D-2-7341-0054 |      |
| (Standort) | Siedlung vor- und frühgeschichtlicher Zeitstellung.                                                    | D-2-7341-0055 |      |
| (Standort) | Grabhügel vorgeschichtlicher Zeitstellung.                                                             | D-2-7341-0056 |      |
| (Standort) | Bestattungsplatz des Endneolithikums (Glockenbecherkultur).                                            | D-2-7341-0173 |      |
| (Standort) | Siedlung der Münchshöfener Gruppe und der frühen bis mittleren Bronzezeit.                             | D-2-7341-0175 |      |
| (Standort) | Siedlung vor- und frühgeschichtlicher oder mittelalterlich-frühneuzeitlicher Zeitstellung.             | D-2-7341-0176 |      |
| (Standort) | Verebnete vorgeschichtliche Grabhügel mit Kreisgräben sowie Siedlung vor- und frühgeschichtlicher Zeit | D-2-7341-0177 |      |
| (Standort) | Siedlung vor- und frühgeschichtlicher Zeitstellung.                                                    | D-2-7341-0178 |      |
| (Standort) | Siedlung vor- und frühgeschichtlicher Zeitstellung.                                                    | D-2-7341-0179 |      |
| (Standort) | Verebnetes vorgeschichtliches Grabenwerk und Siedlung vor- und frühgeschichtlicher Zeit                | D-2-7341-0180 |      |
| (Standort) | Siedlung vor- und frühgeschichtlicher Zeitstellung.                                                    | D-2-7341-0181 |      |
| (Standort) | Siedlung vor- und frühgeschichtlicher Zeitstellung.                                                    | D-2-7341-0182 |      |
| (Standort) | Siedlung vor- und frühgeschichtlicher Zeitstellung.                                                    | D-2-7341-0183 |      |
| (Standort) | Siedlung vor- und frühgeschichtlicher Zeitstellung, u. a. der Münchshöfener Gruppe.                    | D-2-7341-0184 |      |
| (Standort) | Siedlung vor- und frühgeschichtlicher Zeitstellung, u. a. der Münchshöfener Gruppe.                    | D-2-7341-0187 |      |
| (Standort) | Siedlung und Bestattungsplatz vor- und frühgeschichtlicher Zeitstellung.                               | D-2-7341-0188 |      |
| (Standort) | Siedlung vor- und frühgeschichtlicher Zeitstellung.                                                    | D-2-7341-0189 |      |
| (Standort) | Siedlung vor- und frühgeschichtlicher Zeitstellung.                                                    | D-2-7341-0190 |      |
| (Standort) | Siedlung vor- und frühgeschichtlicher Zeitstellung.                                                    | D-2-7341-0191 |      |
| (Standort) | Verebnete Viereckschanze der späten Latènezeit.                                                        | D-2-7341-0192 |      |
| (Standort) | Siedlung vor- und frühgeschichtlicher Zeitstellung.                                                    | D-2-7341-0193 |      |
| (Standort) | Siedlung vor- und frühgeschichtlicher Zeitstellung.                                                    | D-2-7341-0194 |      |
| (Standort) | Siedlung vor- und frühgeschichtlicher Zeitstellung.                                                    | D-2-7341-0195 |      |
| (Standort) | Siedlung vor- und frühgeschichtlicher Zeitstellung.                                                    | D-2-7341-0196 |      |
| (Standort) | Teilstück einer Straße der römischen Kaiserzeit.                                                       | D-2-7341-0197 |      |
| (Standort) | Siedlung und Bestattungsplatz vor- und frühgeschichtlicher Zeitstellung.                               | D-2-7341-0198 |      |
| (Standort) | Siedlung vor- und frühgeschichtlicher Zeitstellung.                                                    | D-2-7341-0199 |      |
| (Standort) | Siedlung vor- und frühgeschichtlicher Zeitstellung.                                                    | D-2-7341-0201 |      |
| (Standort) | Siedlung der Linearbandkeramik.                                                                        | D-2-7341-0202 |      |
| (Standort) | Körpergräber und Siedlung vor- und frühgeschichtlicher Zeitstellung.                                   | D-2-7341-0203 |      |
| (Standort) | Siedlung vor- und frühgeschichtlicher Zeitstellung.                                                    | D-2-7341-0204 |      |
| (Standort) | Verebneter vorgeschichtlicher Grabhügel und Siedlung vor- und frühgeschichtlicher Zeit                 | D-2-7341-0205 |      |
| (Standort) | Siedlung vor- und frühgeschichtlicher Zeitstellung.                                                    | D-2-7341-0206 |      |
| (Standort) | Siedlung vor- und frühgeschichtlicher Zeitstellung.                                                    | D-2-7341-0207 |      |
| (Standort) | Siedlung der mittleren bis späten Latènezeit.                                                          | D-2-7341-0344 |      |
| (Standort) | Untertägige Befunde des Mittelalters und der frühen Neuzeit im Bereich der Kath. Kirche                | D-2-7341-0353 |      |
| (Standort) | Untertägige Befunde des Mittelalters und der frühen Neuzeit im Bereich der Kath. Kirche                | D-2-7341-0361 |      |
| (Standort) | Untertägige Befunde der frühen Neuzeit im Bereich der Kath. Kirche St. Maria                           | D-2-7341-0367 |      |
| (Standort) | Siedlung vor- und frühgeschichtlicher Zeitstellung.                                                    | D-2-7341-0424 |      |
| (Standort) | Siedlung vorgeschichtlicher Zeitstellung.                                                              | D-2-7441-0083 |      |
| (Standort) | Siedlung der Linearbandkeramik und der Münchshöfener Gruppe.                                           | D-2-7441-0084 |      |
| (Standort) | Siedlung vorgeschichtlicher und neolithischer Zeitstellung, u. a. der Linearbandkeramik.               | D-2-7441-0085 |      |
| (Standort) | Siedlung vor- und frühgeschichtlicher Zeitstellung.                                                    | D-2-7441-0086 |      |